# 허큘리스 (마블 코믹스)
허큘리스(영어: Hercules)는 마블 코믹스의 슈퍼히어로 캐릭터로, 그리스 신화의 영웅 헤라클레스를 모티브로 한 히어로이다. 1965년 3월 《저니 인투 미스터리》 애뉴얼 1호에 처음 등장했고, 스탠 리와 잭 커비가 공동 창작하였다.

## 담당 성우

### TV 애니메이션
- 슈퍼 히어로 스쿼드 쇼(2009) - 제스 하넬
- 헐크와 스매쉬 요원들(2013) - 타운젠드 콜먼

### 비디오 게임
- 마블 얼티밋 얼라이언스 2(2009) - 숀 도넬리언
- 마블 히어로즈(2013) - 트래비스 윌링햄